# Oidheadh Chlainne Lir

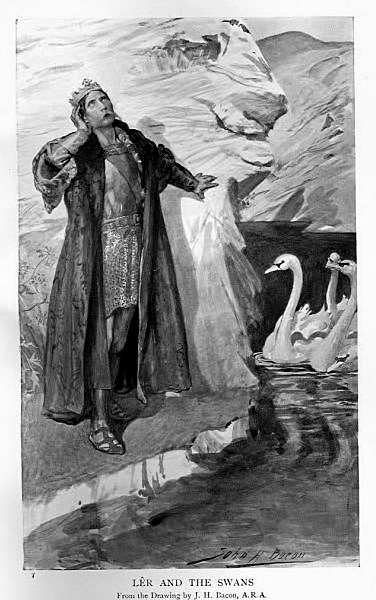
Lir und die Schwäne

Oidheadh Chlainne Lir (deutsch Die Geschichte der Kinder Lirs) ist eine Legende, die in Irland zum Allgemeingut zählt. Sie gehört mit Aided Chlainne Tuirenn (deutsch „Der Tod der Kinder Tuirenns“) und Longas mac nUislenn (deutsch „Das Exil der Söhne Uislius“) zu den tragischen irischen Geschichten.

## Inhalt
Lir liebt seine vier Kinder aus der ersten Ehe mit Aobh so sehr, dass ihre Stiefmutter Aoife vor Eifersucht wahnsinnig wird. Eines Tages verwandelt sie die Kinder am Lough Derravaragh in Schwäne, die 900 Jahre lang auf verschiedenen Gewässern Irlands ihr Dasein fristen müssen. Kaum hat sie den Zauber ausgesprochen, wird sie von Gewissensbissen gequält und schenkt den Schwänen die Gabe des überirdisch schönen Gesangs. 
Lir verfügt, dass in Irland kein Schwan getötet werden dürfe. Das Ende der 900-Jahre-Frist fällt mit der Ankunft des Christentums zusammen. Die Kinder gewinnen ihre menschliche Gestalt zurück, waren jedoch gealtert und sterben kurz darauf. In einer volkstümlichen Version sollen sie erlöst werden, wenn eine Frau aus dem Süden Irlands einen Mann aus dem Norden heiratet.

## Wirkung

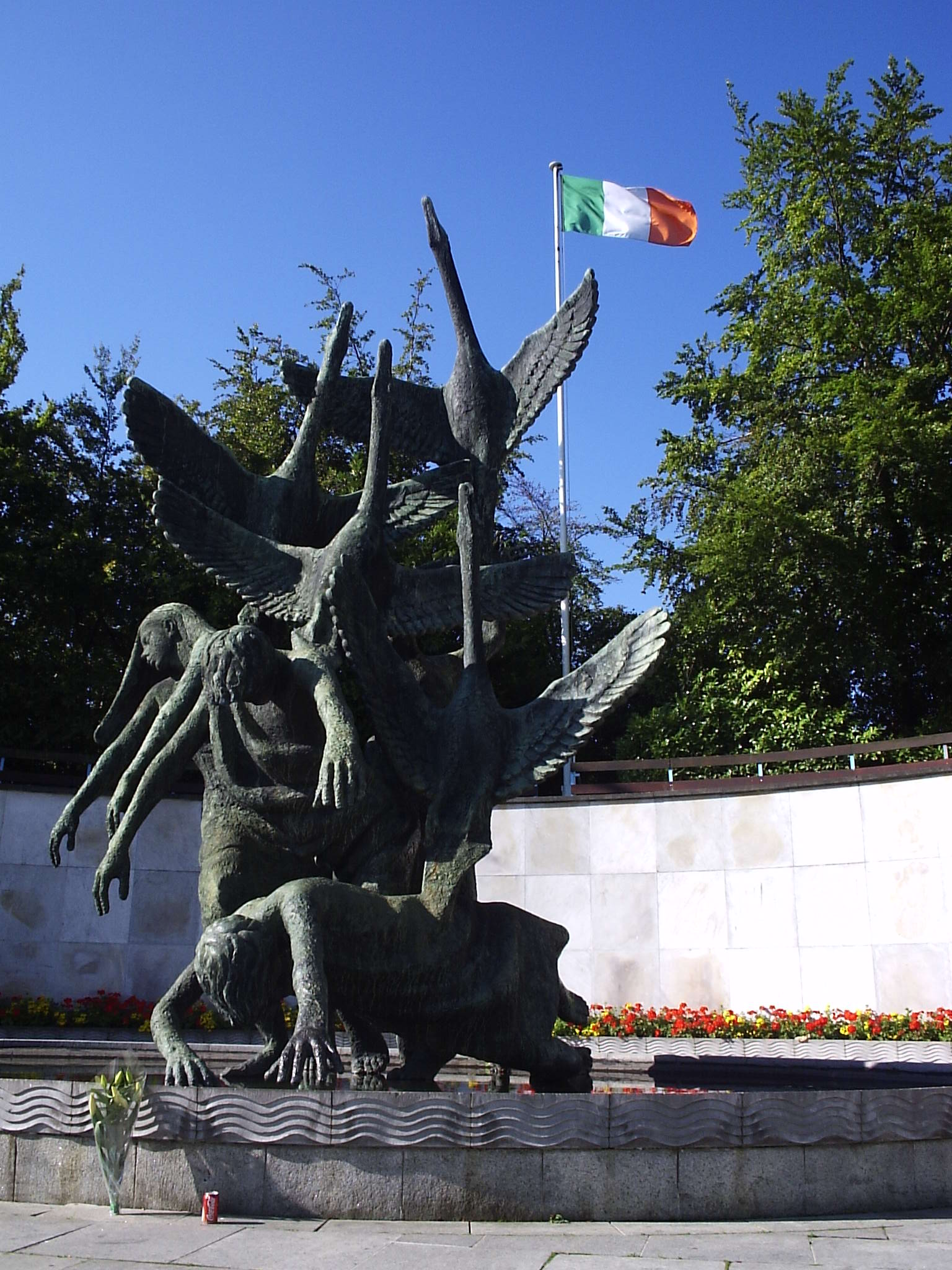
Skulptur von Oisín Kelly

Das Motiv der vier Schwäne findet sich in der Malerei, auf Pub-Schildern und Wandteppichen, als Broschen, auf Briefmarken, als Glasmalerei im Franziskanerkloster von Multyfarnham und im Ulster Museum von Belfast, sowie als Skulptur auf einem Platz in Castlepollard. Die berühmteste Darstellung ist die Skulptur „Lirs Kinder“ (The Children of Lir) von Oisín Kelly (1915–1981) im Garden of Remembrance, dem Denkmal für den Osteraufstand von 1916, in Dublin. Die drei großen Windräder auf Rathlin Island heißen nach den Schwanenjungen Aedh, Conn und Fiachra. Die heute vorliegende Erzählung stammt nach sprachlichen Merkmalen aus dem 15. oder 16. Jahrhundert, ist also eine verhältnismäßig junge Überarbeitung alter Motive. 
Der irische Komponist Hamilton Harty schuf 1938 die Tondichtung The Children of Lir.